# Cromstrijen
Cromstrijen (Cromstrien trong phương ngữ) là một đô thị ở đảo Hoeksche Waard ở phía tây Hà Lan, tỉnh Zuid-Holland. Đô thị này có diện tích 70,31 km² (27,15 mile²) trong đó có 15,94 km² (6,15 mile²) là mặt nước. Đô thị này được lập ngày 1 tháng 1 năm 1984, khi các đô thị ở Hoeksche Waard được sáp nhập.
Đô thị Cromstrijen bao gồm các cộng đồng Klaaswaal và Numansdorp (tòa thị chính).
Dân số đô thị này năm 2004 là 13.027 người.